# A legnagyobb showman
A legnagyobb showman (eredeti cím: The Greatest Showman) 2017-ben bemutatott életrajzi ihletésű dráma-musicalfilm, amelyet Michael Gracey rendezett, akinek a film rendezői debütálása volt, korábban csak videóklipeket és reklámokat rendezett. A film főszereplői Hugh Jackman, Michelle Williams, Zac Efron, Rebecca Ferguson és Zendaya, írója Bill Condon és Jenny Bicks, a dalokat Benj Pasek és Justin Paul írták, az operatőr pedig Seamus McGarvey volt. A film gyártója a Chernin Entertainment, a Seed Productions, a Laurence Mark Productions és a TSG Entertainment, forgalmazója a 20th Century Fox. A filmet P.T. Barnum üzletember, showman élete ihlette.

## Cselekmény
Phineas Taylor Barnum gyerekként, egy szabó fiaként megismer egy előkelő családot, azon belül is egy lányt, Charity-t, akivel rögtön egymásba szeretnek, amikor pedig apja végez a munkával és elmennek a család házából, Phineas számos év után is tartja a kapcsolatot Charityvel levelek útján, amikor pedig felnőtt lesz, feleségül kéri a lányt, amit az édesapja nagyon ellenez, mivel P.T. egy szabó fia. De a férfi kitart, összeházasodnak, és két gyerekük lesz, Helen és Caroline.
Barnumot számos munkából elbocsátják, szűkösen élnek, de talál egy üres épületet, amit kicsit felújít, és elnevezi Barnum Múzeumnak, de a baj az, hogy csak viaszbábuk találhatók benne, így a lányai biztatására megkeres egy rakás furcsa embert, szakállas nőt, alacsony férfit, és hasonlókat. A cirkusznak fellángol a sikere, és egész Amerikában megismerik a nevét, és nagyszerű showját, meghívják Angliába, hogy találkozzon a királynővel. Az eseményen megismerkedik többek között Jenny Linddel, a gyönyörű hangú énekesnővel, valamint Philip Carlyle-lal, a színpadi színésszel, akit némi kocsmában iszogatás után rávesz, hogy jöjjön el a show-ba. Jenny Lindet is ráveszi arra, hogy vele turnézzon, a teljes gárda nélkül, és a turné megkezdődik, ám ez nem mindenkinek tetszik, például Charitynek és a lányoknak, akik egyre jobban hiányolják. Philip Carlyle-nak megtetszik Anne Wheeler, a trapéztornászlány, viszont csak kerülgetik egymást, mivel Anne barnabőrű, ezért nem lehetnek együtt. Ez akkor lesz nyilvánvaló, amikor Philip és Anne megjelenik egy eseményen, és a férfi apja megkérdezi a fiától, hogy "miért vagy ezzel a cseléddel?". P.T. és Jenny turnéja véget ér, mikor a nő a fényképezőgépek előtt a színpadon megcsókolja Barnumot, ami az újságok címlapjára kerül szerte az országban. P.T. hazamegy, de másnap reggel a felesége elmegy a házukból a tengerhez, mivel a házukat lefoglalta a bank. Ekkor Barnum megtudja, hogy a show helyszínét, a cirkuszt felégették. Teljesen kétségbeesik, de aztán a show résztvevői, a furcsa emberek segítségével a kocsmában új erőre kap, megkeresi Philipet, és átadja neki a cirkusz irányítását, ami segít neki abban, hogy kibéküljön a feleségével és hazatérjen.

## Szereposztás
| Szerep                                                | Színész                                    | Magyar hang        |
| ----------------------------------------------------- | ------------------------------------------ | ------------------ |
| P.T. Barnum                                           | Hugh Jackman                               | László Zsolt       |
| Philip Carlyle                                        | Zac Efron                                  | Markovics Tamás    |
| Charity Barnum                                        | Michelle Williams                          | Bognár Anna        |
| Jenny Lind, opera énekesnő                            | Rebecca Ferguson (énekhangja Loren Allred) | Ruttkay Laura      |
| Anne Wheeler                                          | Zendaya                                    | Törőcsik Franciska |
| Lettie Lutz                                           | Keala Settle                               | Náray Erika        |
| Caroline Barnum                                       | Austyn Johnson                             | Gergely Alíz       |
| Helen Barnum                                          | Cameron Seely                              | Csikos Léda Zsuzsa |
| Charles Stratton (színpadi nevén Tom Thumb admirális) | Sam Humphrey                               | Borbíró András     |
| Fiatal P.T. Barnum                                    | Ellis Rubin (énekhangja Ziv Zaifman)       | Tóth Márk          |
| Fiatal Charity Barnum                                 | Skylar Dunn                                | Boldog Emese       |
| James Gordon Bennett                                  | Paul Sparks                                | Mertz Tibor        |

## A magyar változat
- magyar szöveg: Zalatnay Márta
- felvevő hangmérnök: Fék György
- rendezőasszisztens: Simkóné Varga Erzsébet
- vágó: Simkóné Varga Erzsébet
- gyártásvezető: Fehér József
- szinkronrendező: Dóczi Orsolya

A magyar változatot a Fórum Hungary Filmforgalmazó Kft. megbízásából a Mafilm Audio Kft. készítette.

## Fogadtatás

### Bevételek
"A legnagyobb showman" nem nyitott túl jól a mozikban, hiszen az első héten negyedik lett az a heti filmek között 8,8 millió dollár bevétellel az egész világon. A filmet sorrendben a következő filmek előzték meg: a Csillagok háborúja VIII: Az utolsó Jedik, a Jumanji második része, és a Tökéletes hang 3. része. A második hét nagyjából ugyanezt hozta magával, leszámítva, hogy 76 százalékkal emelkedett a bevétel, 15,5 millió dollár lett az eredmény, és ez új rekordot jelentett a film történetében, hiszen a 3000 moziban játszott film előtt még egy alkotás se tudott elérni ilyen mennyiségű növekedést egy hét alatt. A film 2018. április 22-ig 173 millió dollárt gyűjtött az Egyesült Államokban, világszerte pedig 427 millió dollár bevételt hozott.

### Kritikai weboldalak értékelései
A film vegyes és jó fogadtatásban is részesült a kritikai weboldalak részéről, például a Metacritic weboldal 48 pontot adott neki, ami 12 pozitív, 22 vegyes és 9 negatív kritikából tevődik össze. A weboldal felhasználói 7.5 pontra értékelték a filmet. A  Rotten Tomatoes weboldal Tomatometer értékelője 56%-osra mondja, az oldal felhasználóinak 86 százalékának tetszett. Az Internet Movie Database filmadatbázisának 305 ezer felhasználója értékelte a filmet, aminek az átlaga 7,5 pont lett.

## Filmzene
A legnagyobb showman filmzenéje a film bemutatója előtt néhány héttel jelent meg, 2017. december 8-án, az Atlantic Records kiadónál. Az album a Billboard 200 albumlistáján a 2018. január 20-i héten első helyezett volt. Az album dalai nagy részben Justin Paul és Benj Pasek keze munkáját dicséri.

### Számlista[16]
| 1.    | The Greatest Showman       | Zac Efron Hugh Jackman Keala Settle Zendaya       | 5:02 |
| 2.    | A Million Dreams           | Hugh Jackman Michelle Williams Ziv Zaifman        | 4:29 |
| 3.    | A Million Dreams (Reprise) | Hugh Jackman Austyn Johnson Cameron Seely         | 1:00 |
| 4.    | Come Alive                 | Daniel Everidge Hugh Jackman Keala Settle Zendaya | 3:45 |
| 5.    | The Other Side             | Hugh Jackman Zac Efron                            | 3:34 |
| 6.    | Never Enough               | Loren Allred                                      | 3:27 |
| 7.    | This is Me                 | A legnagyobb showman szereplőgárdája Keala Settle | 3:54 |
| 8.    | Rewrite the Stars          | Zac Efron Zendaya                                 | 3:37 |
| 9.    | Tightrope                  | Michelle Williams                                 | 3:54 |
| 10.   | Never Enough (Reprise)     | Loren Allred                                      | 1:20 |
| 11.   | From Now On                | A legnagyobb showman szereplőgárdája Hugh Jackman | 5:49 |
| 39:51 |                            |                                                   |      |

## Érdekességek[17]
- Zendaya az összes kaszkadőri mutatványát maga csinálta.
- A film Hugh Jackman számára álomprojekt volt 2009 óta.
- Hugh Jackman körülbelül három tucat könyvet olvasott P.T. Barnumról, hogy felkészüljön a szerepre.
- Rebecca Ferguson énekhangját Loren Allred adta, mivel bár a színésznő tanult énekelni, a szerephez nem volt elég jó a hangja, hiszen a karaktere, Jenny Lind a világ legjobb énekese. Ahhoz azonban ragaszkodott, hogy a kamerák előtt ő énekeljen.
- Hugh Jackman szerint a film hétéves fejlesztése, előkészítése részben annak volt köszönhető, hogy a gyártó stúdiók nem voltak hajlandóak kockázatot vállalni egy eredeti filmzenére.

## Díjak és jelölések
| Díj                                     | Kategória                                        | Jelölt                                                                                       | Eredmény |
| --------------------------------------- | ------------------------------------------------ | -------------------------------------------------------------------------------------------- | -------- |
| Golden Globe-díj                        | Legjobb eredeti betétdal                         | Benj Pasek és Justin Paul a "This is Me" c. dalért                                           | Elnyerte |
| Golden Globe-díj                        | Legjobb musical vagy vígjáték                    | A film                                                                                       | Jelölve  |
| Golden Globe-díj                        | Legjobb férfi főszereplő – musical vagy vígjáték | Hugh Jackman                                                                                 | Jelölve  |
| Oscar-díj                               | Legjobb eredeti betétdal                         | Justin Paul a "This is Me" c. dalért                                                         | Jelölve  |
| Szaturnusz-díj                          | Legjobb kaland/akciófilm                         | A film                                                                                       | Elnyerte |
| Szaturnusz-díj                          | Legjobb zene                                     | John Debney, Joseph Trapanese                                                                | Jelölve  |
| Szaturnusz-díj                          | Legjobb jelmeztervezés                           | Ellen Mirojnick                                                                              | Jelölve  |
| Costume Designers Guild Awards          | Legjobb jelmeztervezés kosztümös filmben         | Ellen Mirojnick                                                                              | Jelölve  |
| Critics’ Choice Movie Awards            | Legjobb dal                                      | This is Me                                                                                   | Jelölve  |
| Dorian Award                            | Az év Campy Flick-je                             | A film                                                                                       | Jelölve  |
| Make-Up Artists and Hair Stylists Guild | Legjobb kosztümös film sminkje – Játékfilm       | Nicki Ledermann, Tania Ribalow, Sunday Englis                                                | Jelölve  |
| Heartland Film                          | -                                                | Michael Gracey (rendező), Chernin Entertainment (gyártó), Twentieth Century Fox (forgalmazó) | Jelölve  |

## Filmkritikák
- Popcorn Project: A legnagyobb showman kritika Archiválva 2018. május 25-i dátummal a Wayback Machine-ben